# گری لوینسون
گَری لِوینسون (انگلیسی: Gary Levinsohn؛ زادهٔ ۱ ژانویه ۱۹۵۹) یک تهیه‌کننده اهل آفریقای جنوبی مقیم آمریکا است.
وی در آفریقای جنوبی زاده و در همان‌جا بزرگ شد. سپس به دانشگاه کلرادو رفته و در سال ۱۹۸۵ میلادی از آنجا فارغ‌التحصیل شد. او به سرعت جایگاه خود را در هالیوود تثبیت کرد و در سال ۱۹۹۸ میلادی همراه با استیون اسپیلبرگ، یان برایس، مارک گوردون برای فیلم نجات سرباز رایان، نامزد دریافت جایزه اسکار بهترین فیلم شد.
لوینسون مشترکاً به عنوان تهیه‌کننده، نامزد جایزهٔ امی ساعات پربیننده برای بهترین فیلم تلویزیونی پانچو ویلا خودش بازیگر می‌شود، تله‌فیلمی زندگینامه‌ای، محصول ۲۰۰۳ میلادی ایالات متحده آمریکا، نیز شده‌است.

## منتخب فیلم‌شناسی
به عنوان تهیه‌کننده:
- ۱۹۹۸: نجات سرباز رایان
- ۲۰۰۰: میهن‌پرست
- ۲۰۰۶: مارها در یک هواپیما
- ۲۰۱۲: جک ریچر

به عنوان مدیر اجرایی تولید:
- ۱۹۹۵: آنگوس
- ۱۹۹۵: ۱۲ میمون
- ۱۹۹۷: جسد
- ۱۹۹۷: شغال
- ۱۹۹۹: ویروس
- ۲۰۰۳: گاه‌شمار
- ۲۰۰۵: کازانووا

## جوایز و نامزدی
- ۱۹۹۹: گلدن گلوب: دریافت جایزهٔ بهترین فیلم درام برای نجات سرباز رایان
- ۱۹۹۹: اسکار: نامزدی جایزهٔ بهترین فیلم برای نجات سرباز رایان
- ۱۹۹۹: بفتا: نامزدی جایزهٔ بهترین فیلم برای نجات سرباز رایان
- ۱۹۹۹: ساترن: دریافت جایزهٔ بهترین فیلم اکشن/ماجراجویی/هیجان‌انگیز برای نجات سرباز رایان